# Kagami Kensuke
Kensuke Kagami (sinh ngày 21 tháng 11 năm 1977) là một cầu thủ bóng đá người Nhật Bản.

## Sự nghiệp câu lạc bộ
Kensuke Kagami đã từng chơi cho FC Tokyo, Oita Trinita và Kawasaki Frontale.